# 流星☆キセキ -SHOOTING PROBE-
『流星☆キセキ -SHOOTING PROBE-』（りゅうせいきせき シューティング・プローブ）は、2013年3月29日にユニゾンシフト・アクセントから発売された18禁恋愛アドベンチャーゲームである。

## 概要
宇宙開発が中断されてしまった近未来を舞台に、地球へやってきた探査機の少女を母星へ還すため、自作の宇宙ロケットを飛ばそうとする主人公やヒロインたちを描く物語である。
プロデューサーのAKOUによれば、作品の企画は『プリズマティックプリンセス☆ユニゾンスターズ』の開発終了直前に出され、開発は2012年4月頃から始まった。宇宙をテーマにしたのは、『WAGA魔々かぷりちお』から「魔界」の世界観の作品が続いていたので、今度は「科学」をベースにした作品にしたかったためという。メインキャラクターの名前は、苗字は宇宙関係者、名前は衛星から取っている。
2013年4月12日には、DMM.R18にてダウンロード販売が開始された。

## ストーリー
（出典：）
糸川隼人は自作のロケットを宇宙へ飛ばそうと挑戦し続ける「宇宙バカ」。第99号のロケットを打ち上げたが、上空を飛んでいた太陽系外からのアンドロイド型探査機・トゥインクに衝突して共に墜落、トゥインクはエンジンが壊れて飛べなくなってしまった。トゥインクを母星へ還すため、隼人は天文部の仲間たちと共に第100号のロケットを作り始める。

## 登場人物
（出典：）

### 主人公
糸川 隼人（いとかわ はやと）
本作品の主人公。新星学園2年で天文部の副部長。成績良し・運動良しのイケメンだが、周囲から「宇宙バカ」と呼ばれるほどの宇宙好き。宇宙飛行士だった祖父の豊寛（故人）に憧れ、彼が建てた天文台でほぼ毎日寝泊まりしている。自作のロケット（モデルロケットの改造品。設計と組み立ては隼人、部品調達・製造は宇宙太の家の工場）を宇宙へ飛ばそうと何度も挑戦し、ことごとく失敗しているがいつも前向きで諦めていない。しかし後述の宇宙事故により各国のロケット打ち上げが中断している状況のため、周りからは変わり者と見られている。
99回目に打ち上げたロケットが、上空を飛んでいたトゥインクと衝突して共に墜落し、トゥインクのエンジンを壊してしまった。その責任を感じて、トゥインクを母星へ還すために第100号のロケットを必死に作り始める。

### 新星学園天文部（ヒロイン）
トゥインク
声：藤咲ウサ
7月15日生まれ / 蟹座 たぶんO型 / 身長142cm B70/W57/H77 / 趣味・特技：探検、人間観察、計算 / 好きなもの：隼人、地球、バームクーヘン / 嫌いなもの：コーヒー
地球探査の任務を帯びて太陽系外から飛来したアンドロイド型探査機。製造番号は「T06-078-WI38-NK」。地球人と似た姿なのは、彼女の母星が地球からの漂流物（宇宙探査機のSETIメッセージ）を拾得し、そこから情報を得たためという。母星については守秘義務があるため話せないが、探査の目的は知的生命体との接触や調査で、侵略などの悪意は無い。宇宙飛行や探査の際は、周囲の無機物を取り込んで探査機形態に変身する。性格は明るく脳天気で、困難にもめげず前向き。地球についての知識は断片的で偏っていて、時々常識外れの言動をする。
ロケット99号との衝突と墜落により、エンジン周りにトラブルが起きて推力が低下してしまい、数十センチは浮き上がれるものの、宇宙へ飛び出せなくなってしまった。地球の重力圏から脱出すれば自力で母星へ帰れるため、隼人が作るロケット100号に期待している。ももの手配により学園1年へ転入し、ももや向日葵と同級生となる。授業では人外の計算能力や身体能力を発揮し、放課後は天文部へ参加している。隼人と共に天文台で寝起きしながら周辺を探査し、好奇心いっぱいで何でも試したがる。
毛利 桜（もうり さくら）
声：星咲イリア
12月15日 / 射手座A型 / T159 B93/W63/H86 / 趣味・特技：勉強、天体観測 / 好きなもの：隼人（秘密）、星を見る事、クレープ / 嫌いなもの：鈍感な隼人
学園2年。生まれた時から隼人の近所に住む幼なじみ。元気ではっきりした物言いの優等生で、毎朝天文台まで起こしに来るなど、隼人の世話をあれこれ焼いている。学園でも同級生＆同じ天文部で、ロケット打ち上げにもずっと付き合ってきた。密かに隼人への恋心を抱いているが、素直に表に出せないでいる。
山之内 もも（やまのうち もも）
声：河原紗弥
2月19日 / 魚座AB型 / T153 B80/W61/H83 / 趣味・特技：隼人先輩観察、株式運用 / 好きなもの：隼人先輩 / 嫌いなもの：お化け、桜先輩
学園1年。山之内財閥のお嬢様。明るく華やかな雰囲気と可愛い容姿から学園のアイドルになっており、親衛隊も存在する。隼人に懐いてロケット作りを応援しているが、実は猫を被っており、隼人や一部の人にだけは計算高く小悪魔な本性を見せる。桜とは隼人を巡って何かと張り合う関係。
筑波 向日葵（つくば ひまわり）
声：雪都さお梨
7月14日 / 蟹座B型 / T149 B78/W59/H81 / 趣味・特技：散歩、お菓子作り、料理全般 / 好きなもの：今は特になし / 嫌いなもの：お父さん、陸上
学園1年で、トゥインクやももと同級。クールで寡黙なしっかり者。天文やロケットには興味が無く、親友のももに誘われて天文部へ入部したものの、幽霊部員で滅多に参加していない。前の学校では陸上部所属のハイジャンパーだったが、脚を傷めたため今はやめている。
糸川 明日香（いとかわ あすか）
声：遠野そよぎ
学園3年。隼人の姉で天文部部長。ほんわかした優しい性格だがしっかり部をまとめている。幼馴染みの桜や宇宙太にとっては“憧れのお姉さん”。天文台へ通って隼人の御飯を作り、家では母親代わりに家事を担い、週末に顔を合わせる度にケンカする隼人と源蔵をなだめるなど、隼人曰く「でき過ぎの姉」。
羽衣 望（はごろも のぞみ）
声：一色ヒカル
学園教師で隼人たちの担任。天文部の顧問を務める。学生思いだが指導は厳しい。成績のいい隼人がロケットにのめり込んでいることを良く思っておらず、危険性や将来性を指摘して、止めるように始終忠告している。

### サブキャラクター
種子島 宇宙太（たねがしま そらた）
声：きせとしみち
学園2年。隼人の同級生で悪友。女好きの節操なしで、可愛い女の子に囲まれた隼人を心底うらやんでいる。工場の跡取り息子で、隼人のロケットの部品を加工する父親を手伝ったり、部品を安く調達したりして便宜を図っている。
糸川 源蔵（いとかわ げんぞう）
声：植木亨
隼人の父親。頑固で堅物なサラリーマン。隼人のロケット作りに反対していて、たまに顔を合わせるとケンカが絶えない。
筑波 和也（つくば かずや）
声：島田友樹
向日葵の父親。かつては宇宙開発の技術者だったが、宇宙事故以来その道をあきらめて転職した。娘との仲は良くない。
山之内 秀次郎（やまのうち しゅうじろう）
声：ゆうひ
ももの父親。山之内家の入り婿。人の好い人物だが娘を溺愛しており、天文台へ通うももを何かと心配している。
山之内 あかり（やまのうち あかり）
声：渋谷ひめ
ももの母親。お嬢様育ちで、娘と違って素直でおっとりした性格。
山之内 敬二（やまのうち けいじ）
声：立花十四朗
ももの祖父。山之内財閥の会長。
もこ
声：鈴谷まや
明るく元気で、隼人や桜を慕う小さな女の子。宇宙やロケットに興味津々。
NO号
トゥインクの姉に当たる初号探査機。製造番号は「T00-012-AI00-NO」。物語の20年前に地球探査に来たが、地球へ降り立つ直前に事故で行方不明になってしまった。トゥインクの設計には彼女から送られた観測データが活かされており、トゥインクは彼女を「のー先輩」と呼んで尊敬している。

## 世界観・用語
物語の背景
作品の時間軸は、科学技術が現代より進んだ近未来に設定されている（例えば自動車は電気自動車が主流で、ガソリン車は少数派となっている）。物語の10年前に、国際宇宙ステーションを巻き込んだロケット衝突事故が発生。他の衛星も多数巻き込んだ結果、軌道上に大量のスペースデブリがまき散らされ、ロケットで宇宙へ出ることができなくなった。低空のデブリから徐々に落下しているが、いつになれば無くなるかわからないため、各国の宇宙開発は中断されている。気象衛星が運用できず天気予報が当てにならない、監視衛星が使えないため不安感から国際紛争が多発するなど、夢を描けず閉塞感が漂う時代になっている。
新星（しんせい）市
作品の主舞台。リアス式海岸に囲まれた海辺の街。種子島に続くロケット発射基地計画により再開発に沸いていたが、10年前の宇宙事故で計画が頓挫し、街はすっかり寂れてしまった。海岸には発射台があり、隼人は自作ロケットの打ち上げに使っている。
新星（しんせい）学園
隼人たちが通う学園。7時限目まで授業があるなど進学校として有名で、遠くからも学生が通ってくる。運動系の部活もあまり強くなく、帰宅部（塾通い）が多い。

## スタッフ
（出典：）
- 企画：AKOU
- キャラクターデザイン・原画
  - 織澤あきふみ（担当：トゥインク、もも、望、隼人）
  - osa（桜、向日葵）
  - くらは（明日香）
  - 泉水真琴（SD原画）
- シナリオ：長谷川藍（シナリオ制作チームさるさる）
- 音楽：HuskyRider（StarDrops）
- ディレクター：玉。
- プロデューサー：AKOU

## 主題歌
オープニングテーマ「Stardust Story」
歌：あゆみ（StarDrops） / 作詞：StarDrops / 作・編曲：HuskyRider / ヴァイオリン：TAM（TAMUSIC/ALIVINE） / 制作：StarDrops
エンディングテーマ「ステラシアター」
歌：あゆみ（StarDrops） / 作詞：StarDrops / 作・編曲：HuskyRider / 制作：StarDrops
※初回限定版特典のオリジナルサウンドトラックCDに、両曲のフルコーラスとBGM13曲、計15曲を収録。